# Hanna Dmytrenko
Hanna Borysivna Dmytrenko (in ucraino Ганна Борисівна Дмитренко?) (Zaporižžja, 4 aprile 1960) è un'ex schermitrice sovietica, vincitrice di una medaglia d'oro ai campionati mondiali di scherma.